# 黄海の戦い
黄海の戦い（きのみのたたかい）は、1057年（天喜5年）11月に陸奥国・黄海で行われた前九年の役における合戦である。

## 概要
安倍氏の俘囚長であった安倍頼時が1057年（天喜5年）7月に戦死して、安倍貞任が後を継いだ。
同年11月、陸奥守・源頼義は多賀城の国府軍1,800を率いて安倍氏を討つべく出陣したが、厳しい雪の中で行軍は難航し、食糧にも不自由する有様であった。一方の安倍軍は国府軍の進軍路を完全に把握し、地の利も生かして優位に立った。
黄海（旧東磐井郡黄海村、現：一関市藤沢町）における両軍の戦いは安倍軍が圧勝し、国府軍は数百の戦死者を出した。30年来の家臣の佐伯経範を初めとして有力な家人が討ち取られるなど頼義は壊滅的な敗北を喫し、自身も息子の源義家を含む供回り6騎で命からがら安倍軍の追跡から逃れた。
この戦いの後暫くは国府を凌いで安倍氏が奥六郡の実権を握ることとなった。